# Lijst van voetbalinterlands India - Syrië
Deze lijst van voetbalinterlands is een overzicht van alle officiële voetbalinterlands tussen de nationale teams van India en Syrië. De landen hebben tot nu toe acht keer tegen elkaar gespeeld. De eerste ontmoeting, een vriendschappelijke wedstrijd, werd gespeeld op 23 augustus 2007 in New Delhi. Het laatste duel, eveneens een vriendschappelijke wedstrijd, vond plaats op 9 september 2024 in Haiderabad.

## Wedstrijden
| № | Plaats     | Datum            | Competitie        | Wedstrijd     | Uitslag |
| - | ---------- | ---------------- | ----------------- | ------------- | ------- |
| 1 | New Delhi  | 23 augustus 2007 | Vriendschappelijk | India − Syrië | 2 − 3   |
| 2 | New Delhi  | 29 augustus 2007 | Vriendschappelijk | India − Syrië | 1 − 0   |
| 3 | New Delhi  | 29 augustus 2009 | Vriendschappelijk | India − Syrië | 0 − 1   |
| 4 | New Delhi  | 31 augustus 2009 | Vriendschappelijk | Syrië − India | 1 − 1   |
| 5 | New Delhi  | 22 augustus 2012 | Vriendschappelijk | India − Syrië | 2 − 1   |
| 6 | Ahmedabad  | 16 juli 2019     | Vriendschappelijk | India − Syrië | 1 − 1   |
| 7 | Al Khawr   | 23 januari 2024  | Azië Cup 2023     | Syrië − India | 1 − 0   |
| 8 | Haiderabad | 9 september 2024 | Vriendschappelijk | India − Syrië | 0 − 3   |

## Samenvatting
| Competitie        | Totaal gespeeld | Winst India | Gelijk | Winst Syrië | Doelsaldo India – Syrië |
| ----------------- | --------------- | ----------- | ------ | ----------- | ----------------------- |
| Azië Cup          | 1               | 0           | 0      | 1           | 0 − 1                   |
| Vriendschappelijk | 7               | 2           | 2      | 3           | 7 − 10                  |
| Totaal            | 8               | 2           | 2      | 4           | 7 − 11                  |

AIFF · A-Internationals · Bondscoaches · Statistieken · Olympisch elftal · Indiaas vrouwenelftal · India U21 · India U20 · India U19 · India U18 · India U17
1930 – 1949 · 
1950 – 1959 · 
1960 – 1969 · 
1970 – 1979 · 
1980 – 1989 · 
1990 – 1999 · 
2000 – 2009 · 
2010 – 2019 ·
2020 − 2029
Afghanistan ·
Argentinië ·
Australië ·
Azerbeidzjan · 
Bahrein ·
Bangladesh ·
Bhutan ·
Brunei ·
Cambodja ·
China ·
Curaçao ·
Fiji ·
Filipijnen ·
Finland ·
Ghana ·
Guam ·
Guyana ·
Hongarije ·
Hongkong ·
IJsland ·
Indonesië ·
Irak ·
Iran ·
Israël ·
Jamaica ·
Japan ·
Jemen ·
Jordanië ·
Kameroen ·
Kenia ·
Kirgizië ·
Koeweit ·
Laos ·
Libanon ·
Macau ·
Malediven ·
Maleisië ·
Marokko ·
Mauritius ·
Mongolië ·
Myanmar ·
Namibië ·
Nepal ·
Nieuw-Zeeland ·
Noord-Korea ·
Oezbekistan ·
Oman ·
Pakistan ·
Palestina ·
Peru ·
Polen ·
Puerto Rico ·
Qatar ·
Saint Kitts en Nevis ·
Saoedi-Arabië ·
Singapore ·
Sovjet-Unie ·
Sri Lanka ·
Suriname ·
Syrië ·
Tadzjikistan ·
Taiwan ·
Thailand ·
Trinidad en Tobago ·
Turkmenistan ·
Uruguay ·
Vanuatu ·
Verenigde Arabische Emiraten ·
Vietnam ·
Wit-Rusland ·
Zambia ·
Zuid-Korea ·
Zuid-Vietnam
SFA · A-internationals · Syrisch vrouwenelftal
1940 - 1949 · 
1950 - 1959 · 
1960 - 1969 · 
1970 - 1979 · 
1980 - 1989 · 
1990 - 1999 · 
2000 – 2009 · 
2010 – 2019 ·
2020 − 2029
Afghanistan ·
Algerije ·
Australië ·
Bahrein ·
Bangladesh ·
Cambodja ·
China ·
Cyprus ·
Egypte ·
Filipijnen ·
Griekenland ·
Guam ·
Haïti ·
Hongkong ·
India ·
Indonesië ·
Irak ·
Iran ·
Japan ·
Jemen ·
Jordanië ·
Kazachstan ·
Kirgizië ·
Koeweit ·
Laos ·
Libanon ·
Libië ·
Malediven ·
Maleisië ·
Marokko ·
Mauritanië ·
Mauritius ·
Myanmar ·
Nepal ·
Noord-Korea ·
Oezbekistan ·
Oman ·
Pakistan ·
Palestina ·
Qatar ·
Rusland ·
San Marino ·
Saoedi-Arabië ·
Singapore ·
Soedan ·
Sovjet-Unie ·
Sri Lanka ·
Tadzjikistan ·
Taiwan ·
Thailand ·
Tunesië ·
Turkije ·
Turkmenistan ·
Venezuela ·
Verenigde Arabische Emiraten ·
Vietnam ·
Wit-Rusland ·
Zuid-Jemen ·
Zuid-Korea ·
Zweden